# Egil Brenna Lund
Egil Brenna Lund (Fredrikstad, 1º febbraio 1903 – 26 ottobre 1949) è stato un calciatore norvegese, di ruolo difensore.

## Carriera

### Club
Brenna Lund arrivò al Fredrikstad dalle file del St. Croix. Debuttò in squadra il 15 ottobre 1922, in occasione di una sfida contro lo Ørn. Il suo stile di gioco, estremamente fisico, lo rese popolare tra i suoi tifosi, ma antipatico ai sostenitori degli altri club. Nel 1927, lasciò il Fredrikstad per giocare con i francesi del Red Star, con cui vinse la Coppa di Francia 1927-1928 (segnando una rete nella finale, vinta per 3-1 contro il CA Paris). Nel 1928, tornò al Fredrikstad. In squadra, vinse la Coppa di Norvegia 1932. Brenna Lund rimase al Fredrikstad fino al 1934.

### Nazionale
Giocò 14 partite per la Norvegia. Esordì il 10 ottobre 1926, nella sconfitta per 3-4 contro la Polonia.

## Palmarès

### Club

#### Competizioni nazionali
- Coppa di Norvegia: 1

Fredrikstad: 1932
- Coppa di Francia: 1

Red Star: 1927-1928